# Grand' Anse (Praslin)
Grand' Anse (Frans voor Grote Inham) is een administratief district van de Seychellen. Het beslaat de zuidwestelijke helft van het eiland Praslin dat ten noordoosten van het hoofdeiland Mahé van de eilandstaat ligt. Het district heeft een oppervlakte van veertien vierkante kilometer en telde 3335 inwoners bij de volkstelling van 2002.